# 银石
銀石（英語：Silverstone）又名“锡尔弗斯通”，是英格蘭北安普敦郡的一個村莊及民政教區。與位在主要道路A43公路北方旁的托斯特相距約4英里（6.4），距離M1高速公路15A交流道約10英里（16），與M40高速公路10號交流道、北安普頓、米爾頓凱恩斯及班伯里相距約12英里（19）。如今，A43公路從村莊南方與賽道間通過。

## 歷史
這個村莊被列在了末日審判書之中。
中世紀時，這個村莊透過矮林作業，採收惠特爾伍德森林周遭的木材來做主要貿易。村民靠著村莊北側的魚塘維生。

## 教區教堂

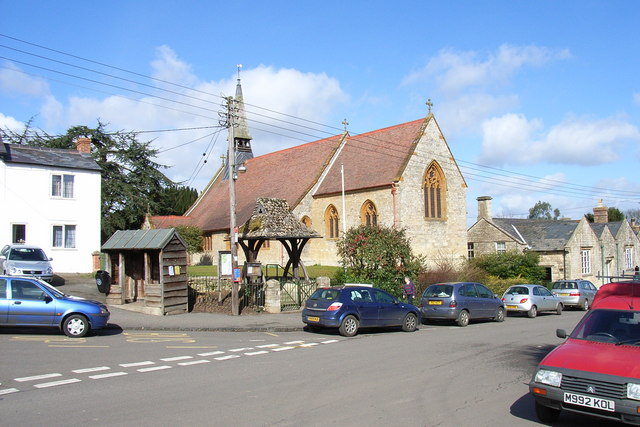
聖米迦勒教堂

公元1200年，銀石便有了一座教堂。大約到了1780年，這座中古世紀建築被改建為喬治亞式建築，接著在1841年興建了一間聖壇，1852年擴建了北側走道及祭衣室。這整間教堂在1880年代被拆毀，取而代之的是聖米迦勒的英國國教會教堂，並且保留至今。這是一座由JP·聖奧賓設計的哥德復興式建築，於1884年完工。

## 設施
這個村莊有一間公共樓房：白馬客棧（White Horse Inn）。這是一間自17世紀便有的歷史悠久的客棧。
村莊南方約0.5英里（1）便是银石賽道，曾是英國皇家空軍第二次世界大戰轟炸機基地，現在則為一級方程式賽車英國大獎賽的主辦場地，每年吸引超過300,000名遊客蒞臨。
位於銀石賽道的銀石大學技術學院在2013年9月開幕。